# Basima Abdulrahman
Basima Abdulrahman (nascido em 1986/1987) é uma engenheira estrutural curdo-iraquiano e fundadora da KESK (que significa Verde em curdo), uma empresa iraquiana especializada em arquitetura ecológica.
Os pais de Abdulrahman mudaram-se do sul da Turquia para Bagdá, Iraque; ela nasceu no Iraque e tem herança turca e curda. Em 2006, o conflito iraquiano levou a sua família a mudar-se para a região do Curdistão, no norte do Iraque. Como resultado, Abdulrahman aprendeu mais e se aproximou de sua herança curda.
Quando criança, a família de Abdulrahman a incentivou a se tornar médica, mas ela não gostava de biologia, preferindo matemática e física.
Em 2011, Abdulrahman solicitou uma bolsa Fulbright para estudar nos Estados Unidos. Abdulrahman frequentou a Auburn University, nos Estados Unidos, onde obteve mestrado em engenharia estrutural e civil, graduando-se em 2014. Ela retornou aos Estados Unidos em 2016, onde concluiu um programa do US Green Building Council para se tornar uma profissional credenciada.
Quando ela retornou ao Iraque em 2015, Abdulrahman inicialmente trabalhou como engenheira estrutural para as Nações Unidas.
Em 2017, Abdulrahman fundou a KESK Green Building Consulting, a primeira empresa iraquiana a focar na arquitetura "verde". Abdulrahman demorou nove meses até conseguir encontrar o seu primeiro cliente. A KESK combina técnicas modernas de construção ecológicas com técnicas antigas, como a construção de casas em forma de cúpula com tijolos de barro. A empresa também procura fornecer fontes alternativas de energia às comunidades, especialmente energia solar, em resposta à rede elétrica instável do Iraque. A empresa também foi fundada em parte para ajudar na reconstrução após a guerra contra o Estado Islâmico, que começou em 2014.
Abdulrahman também trabalha para a Organização das Nações Unidas para a Alimentação e a Agricultura como consultor nacional e gestor de projetos, e como vice-curador do Global Shapers Erbil Hub, uma iniciativa do Fórum Económico Mundial.
Em 2021, Abdulrahman foi um dos oito empresárias que ganharam o Prêmio Cartier Women's Initiative, com Abdulrahman representando a categoria "Oriente Médio e Norte da África". Ela recebeu US$ 100.000 em prêmios em dinheiro.
Em novembro de 2023, Abdulrahman foi nomeada para a lista das 100 mulheres da BBC.
Desde 2019, Abdulrahman está baseado em Erbil.